# ロゴス (小惑星)
ロゴス (58534 Logos) はキュビワノ族に属する太陽系外縁天体の一つ。ゾエと呼ばれる衛星を持っている。衛星といってもロゴスとほとんど同じ大きさであり（直径の比率が0.82）、二重小惑星と見なすことも出来る。

## 概要
1997年2月4日にデビッド・C・ジューイットらがマウナケアで新天体を発見し、1997 CQ29という仮符号が付けられた。
2002年2月11日には、ケイス・ノル、デニス・ステフェンス、ウィル・グルンディら9人のチームがハッブル宇宙望遠鏡による観測で1997 CQ29に衛星を発見したことを発表した。
その後、1997 CQ29は小惑星番号58534を与えられ、2006年6月に衛星と共にグノーシス主義のロゴス（言葉・論理）とゾエ（霊魂）から名づけられた。グノーシス正統派の創世神話ではこの二つは神から放出されたものである。 

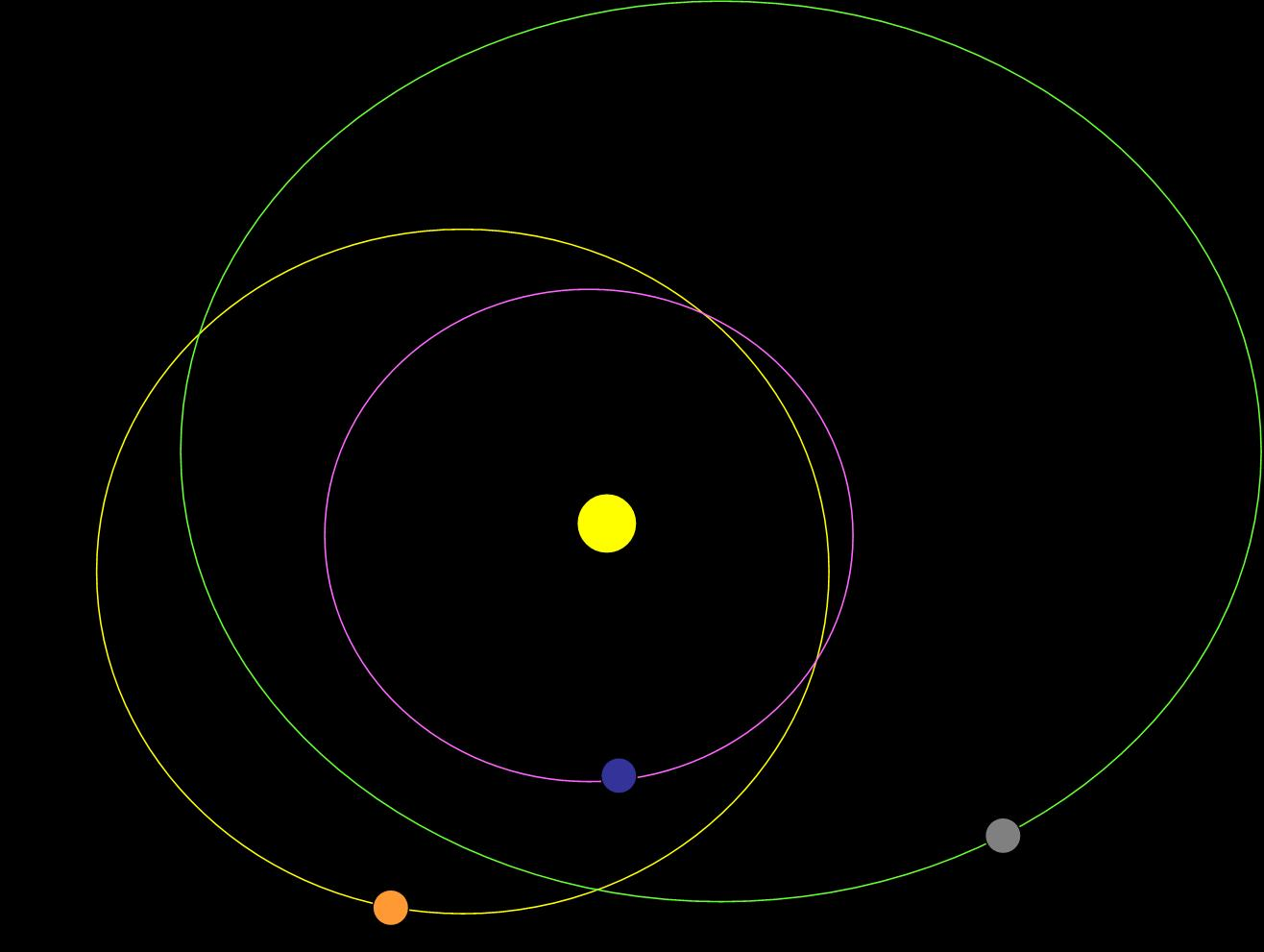
海王星（青）、冥王星（オレンジ）、ロゴス（灰色）の軌道